# Myteriet i Jhansi

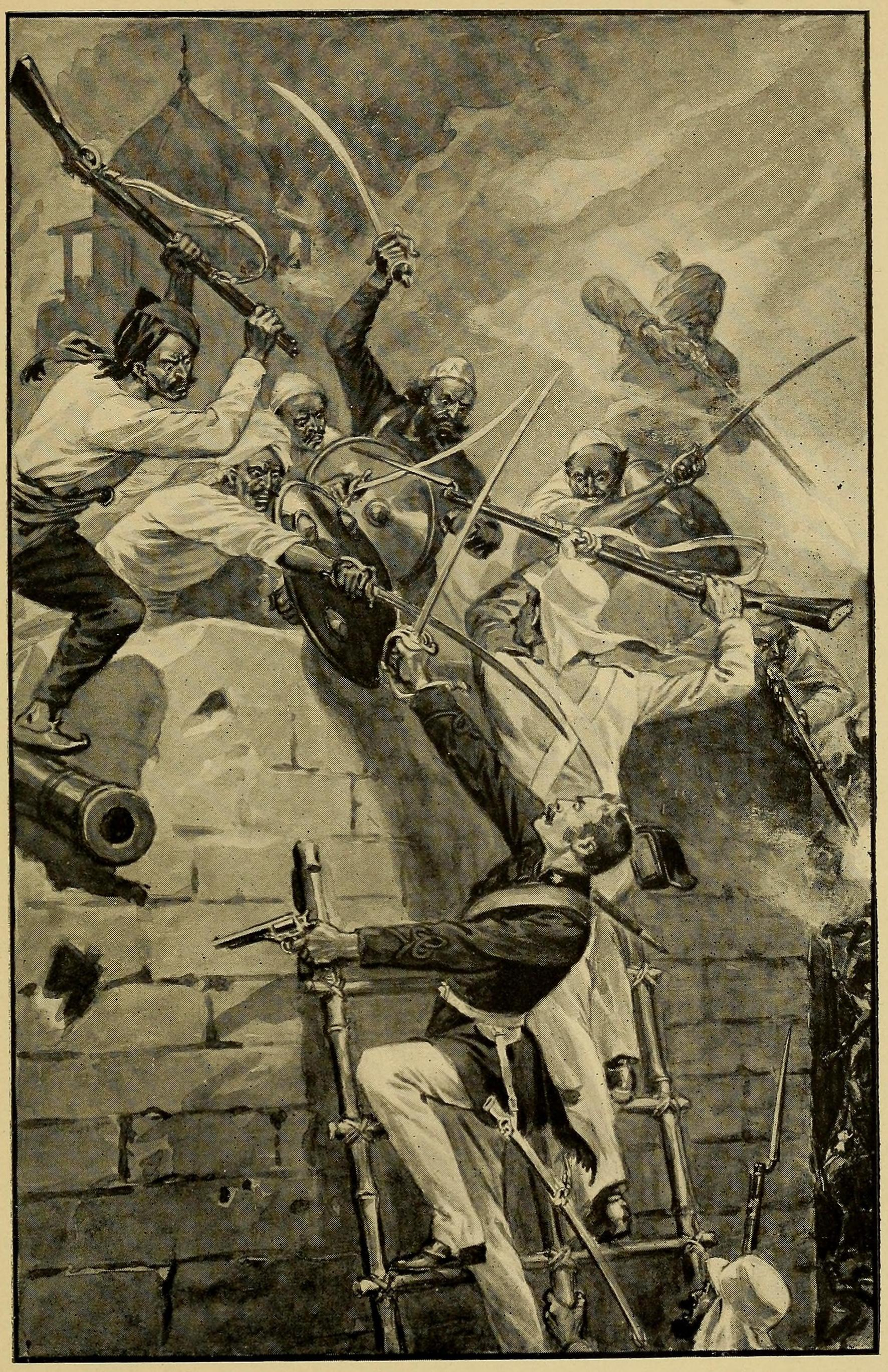
The stroming of Jhansi - Lieutenant Bonus

Myteriet i Jhansi ägde rum under sepoyupproret mot britterna i Jhansi i Indien mellan 5-11 juni 1857.
Efter myteriet i Meerut och Delhi 10-12 maj spred sig myteriet bland sepoysoldaterna i de brittiska garnisonstäderna i Indien. 
5 juni 1857 gjorde sepoysoldaterna ur 12th Bengal Native Infantry och 14th Irregular Cavalry i Jhansi myteri. Myteristerna dödade två brittiska officerare, befriade fångarna ur fängelset och tog kontrollen över fortet Star Fort, och därmed både dess ammunition och penningförråd. 
I samband med myteriet utbröt plundring i staden Jhansi. 
Brittiska militärer och brittiska civila flydde till stadens fort, Town Fort, och sände bud till drottning Rani Lakshmibai av Jhansi, och bad henne om stöd. Hon sände dem vapen och ammunition, men hade ingen kontroll över myteristerna. Town Fort belägrades sedan av myteristerna, som försvarades av britterna under Major Skene.
Town Fort kunde inte försvaras, och 7 juni accepterade britterna att ge upp i utbyte mot fri lejd. När de lämnade fortet, togs de till Jokan Bagh där de dödades. Myteristerna från Jhansi begav sig av mot Agra eller Delhi 11 juni.